# Lhommaizé
 Lhommaizé  es una población y comuna francesa, en la región de Poitou-Charentes, departamento de Vienne, en el distrito de Montmorillon y cantón de Lussac-les-Châteaux.

## Demografía
| 805 | 723 | 661 | 682 | 686 | 761 |
| Para los censos de 1962 a 1999 la población legal corresponde a la población sin duplicidades (Fuente: INSEE [Consultar]) |     |     |     |     |     |